# Kárpáti József (festő)
Kárpáti József, Dódi (Budapest, 1958. április 22. –) festő, grafikus, trombitás, a Quimby együttes tagja.

## Pályafutása
Az egri Ho Si Minh Tanárképző Főiskolán szerezte első diplomáját, majd Budapesten, az Iparművészeti Egyetemen másoddiplomázott. A Nádasdy Kálmán Művészeti és Általános Iskolában festészetet tanít, emellett képzőművészettel is foglalkozik.
A Quimbyhez 2000-ben csatlakozott. Több együttesben is játszott, jelenleg a Kamu nevezetű dzsesszformációban trombitázik a Quimby mellett.
Hitvallása a pedagógiáról: „A tanulók egyéni és kreatív megnyilvánulásait a tanulás-tanítás folyamatának motivációs háttere inspirálja, melyet a tanár teremt meg. Ennek tudatában az a feladatom, hogy biztosítsam az egyéni problémafelvetés, -megoldás, a saját út lehetőségét és tiszteletét. Ez ma szerintem a pedagógiai gyakorlatnak olyan szférája, melyben tudásunk és készségeink kiegészítésre szorulnak. Igyekszem összegyűjteni más tudományterületek újabb ismereteit (pl. alternatív pedagógia), és integrálni saját pedagógiai gyakorlatomba, hogy a megismerési folyamat kibővülhessen: számomra és a tanulók számára is.”